# Rodenborn
Rodenborn (auch Rodenburne, Rodenburnen) ist eine Wüstung bei Mittel-Gründau, einem Ortsteil der Gemeinde Gründau im hessischen Main-Kinzig-Kreis.
Die kleine Siedlung befand sich ungefähr einen Kilometer westnordwestlich von Mittel-Gründau zwischen den Hundertmorgen und dem Zwetschenberg und wurde erst im Jahre 1910 anlässlich der Flurbereinigung wiederentdeckt, als man dort Reste von Pflaster und von Fundamenten fand.
Der Ort gehörte mit Mittel-Gründau, Niedergründau, Rothenbergen, Lieblos, Roth und der Wüstung Meidengesäß zum 1260 erstmals schriftlich erwähnten Gericht Gründau. Ob der Ort zu diesem Zeitpunkt wohl bereits wüst gefallen war, ist nicht gesichert; mindestens bis 1316 bestand dort noch ein Hof, aber gegen Ende des 15. Jahrhunderts verschwand der Ort von den Karten.
In einem kleinen Gehölz unweit nördlich des Wohnplatzes Steinbach befindet sich die Quelle „Rodenborn“ (50° 13′ 56″ N, 9° 5′ 22″ O), die dem Ort vermutlich den Namen gab. Alte Flurbezeichnungen bei Niedergründau und Mittel-Gründau aus der Zeit von 1331 („uf den Rodinburnerweg“, und „in media ville an der Roderburnen“) bis 1730 weisen auf das aufgegebene Dorf hin, und auch 1955 waren vor Ort noch die Flurbezeichnungen „Rodenbornacker, Rodenborner Platte, Rodenborner Wasen und Rodenborner Weinberg“ und der „Rodenborner Weiher“ bekannt.
Das Frauenkloster Meerholz besaß dort Güter, die es im Jahre 1251 dem Kloster Arnsburg verkaufte. 1316 befreite der Landvogt in der Wetterau, Eberhard III. von Breuberg, den dortigen Hof des Klosters Arnsburg von Abgaben. 1376 scheint der Ort noch (oder noch einmal) bewohnt gewesen zu sein, als ein Peter Baumann von Rodinbronne als Zentgraf des Gerichts Gründau genannt wurde. 1431 wurde ein im Jahre 1294 im „Arnsburger Sedelhoiff“ im „Dorfe Rodenborn“ in der Terminei Rodenborn ausgestelltes Notariatsdokument erneut beglaubigt und die Grenzen und Objekte des noch immer erhobenen Rodenborner Zehnten wurden dabei noch einmal bestätigt. Die Siedlung als solche gab es wohl bereits nicht mehr. 1489 wird dort dann wieder eine Schäferei genannt.